# Jean Louvet (Dramatiker)

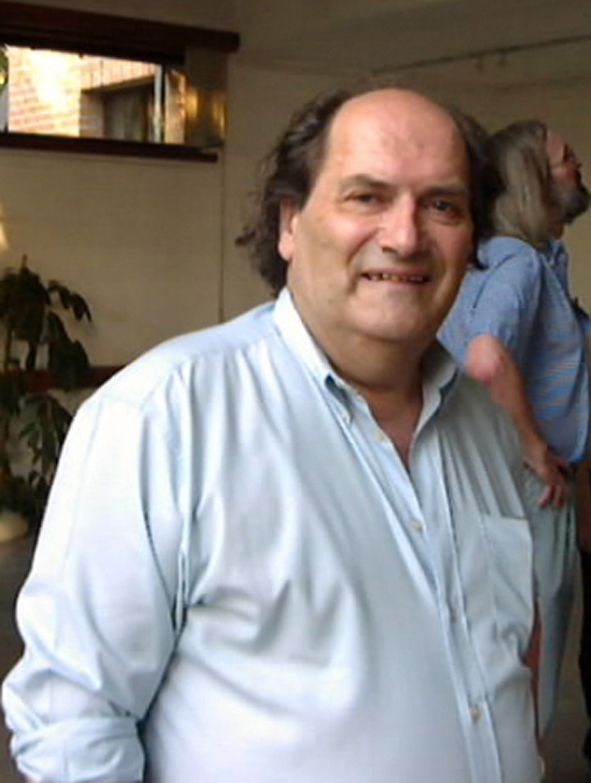
Jean Louvet (1997)

Jean Louvet (* 28. September 1934 in Moustier-sur-Sambre; † 29. August 2015 in La Louvière) war ein belgischer Dramatiker, Dramaturg und Theaterleiter französischer Sprache.

## Leben und Werk
Jean Louvet wuchs in Moustier-sur-Sambre bei Jemeppe-sur-Sambre im belgischen Bergarbeitermilieu auf, das für ihn prägend blieb. Er besuchte das Gymnasium in Namur und studierte Literaturwissenschaft in Brüssel, entdeckte Sartre und Brecht und wurde von 1958 bis 1999 Französischlehrer in Morlanwelz. Er gründete 1960 in La Louvière das „Proletarische Theater“ und schrieb dafür zahlreiche Theaterstücke.

## Werke (Auswahl)

### Theater
- A bientôt Monsieur Lang. Pièce en 2 actes et 12 tableaux. Seuil, Paris 1970.
- Les Clients. Le Bouffon. C. Bourgois, Paris 1974.
- Le train du Bon Dieu. Louvain 1976.
- Conversation en Wallonie. Pièce en 13 tableaux. J. Antoine, Brüssel 1978.
- L’Homme qui avait le soleil dans sa poche. (Lille 1982)
- Théâtre. Labor, Brüssel 1984 (A bientôt, Monsieur Lang und L’homme qui avait le soleil dans sa poche)
- Un Faust. Ensemble théâtral mobile, Brüssel 1986.
- L’aménagement. Promotion théâtre, Carnières 1990. (samt Gespräch mit Jacques de Decker, 1945–2020)
- Le grand complot. Promotion théâtre, Carnières-Morlanwelz 1990.
- Un homme de compagnie. Lansman, Carnières-Morlanwelz 1993.
- (mit Armand J. Deltenre) La nuit de Courcelles. Lansman, Carnières-Morlanwelz 1994.
- Simenon. Lansman, Carnières-Morlanwelz 1994.
- L’annonce faite à Benoît. Lansman, Carnières-Morlanwelz 1996.
- Devant le mur élevé. Lansman, Carnières-Morlanwelz 2000.
- Ma nuit est plus profonde que la tienne. Lansman, Carnières-Morlanwelz 2003.
- (mit Armand J. Deltenre) Pierre Harmignie, numéro 17-Prêtre. Lansman, Carnières-Morlanwelz 2005.
- (mit Marie-Louise de Roeck) Bois du Cazier. Lansman, Carnières-Morlanwelz 2006.
- Un goût de menthe poivrée. Lansman, Carnières-Morlanwelz 2006.
- Le rebelle de Cométra. Lansman, Carnières-Morlanwelz 2008.
- Le chant de l’oiseau rare. Pièce en quinze tableaux. L’Harmattan, Paris 2012.
- Comme un secret inavoué. Lansman, Carnières-Morlanwelz 2013.
- Une soirée ordinaire. Lansman, Carnières-Morlanwelz 2014.
- La souffrance d’Alexandre. Lansman, Carnières-Morlanwelz 2014.
- Tournée générale. Lansman, Carnières-Morlanwelz 2016.

### Gesammeltes Theater
- Théâtre I–V. Hrsg. Vincent Radermecker. Archives & musée de la littérature, Brüssel 2006–2020. (I. 2006. II. 2008. III. 2012. IV. 2017. V. 2020)

### Theorie
- Le fil de l’histoire. Pour un théâtre d’aujourd’hui. Presses Universitaires de Louvain UCL, Louvain-la-Neuve 1991. (Collection Chaire de poétique)